# Banque Nagelmackers
 (juillet 2022).
Si vous disposez d'ouvrages ou d'articles de référence ou si vous connaissez des sites web de qualité traitant du thème abordé ici, merci de compléter l'article en donnant les références utiles à sa vérifiabilité et en les liant à la section « Notes et références ».
La banque Nagelmackers est une banque privée belge créée en 1747.

## Gouvernance
La Banque Nagelmackers est une filiale à 100% de Caisse d'Epargne Hauts de France, membre du groupe français BPCE (Banque Populaire Caisse d’Epargne).

## Historique
Pierre Nagelmackers, d’abord meunier comme ses prédécesseurs, fonde la banque Nagelmackers en 1747. Son fils Gérard acquiert en 1765 un immeuble à Liège qui deviendra le siège de la banque pendant plus d’un siècle[source secondaire nécessaire].
En 1910, la banque prend la forme de société en commandite simple et se nomme Nagelmackers Fils & Cie et participe à la création de sociétés telles que Géomines, pieux Fancki, Socol[source secondaire nécessaire].

### Rachats
En 1990, la banque nationale de Paris lance une OPA sur la banque.
En 1994, la compagnie d’assurance P&V rachète à son tour la banque. À cette époque, Nagelmackers appartient entièrement à P&V Holding, qui devient ainsi un bancassureur à part entière. En décembre 1995, la S.A. Banque Nagelmackers 1747 absorbe la banque d’épargne CODEP, également sous le contrôle de P&V.
Après un accord entre P&V et le néerlandais Delta Lloyd à l'été 2001, une fusion est entreprise entre la S.A. Nagelmackers 1747 et Delta Lloyd Bank afin de rester compétitif sur le marché. Le nom Nagelmackers disparaît du paysage bancaire en 2005 au profit de Delta Lloyd Bank.

### Le retour de la marque Nagelmackers en Belgique
En 2014, le Groupe Delta Lloyd annonce avoir conclu un accord en vue de vendre Delta Lloyd Bank à Anbang Insurance Group Co. Ltd (rebaptisé Dajia depuis lors) un groupe d’assurances chinois. En 2015, le nom d'origine Nagelmackers réapparait. La Banque Nagelmackers devient une filiale d'Anbang Belgium, créée à la demande de la Banque nationale de Belgique en tant que structure intermédiaire belge lorsque le groupe chinois Anbang acquiert Delta Lloyd Bank en Belgique.

### Nagelmackers rejoint Caisse d'Epargne Hauts de France
En septembre 2024, l'actionnaire de Nagelmackers conclut un accord avec la banque française Caisse d'Epargne Hauts de France, par lequel, après l'accord de la Banque Centrale Européenne, Nagelmackers est passé à 100 % sous actionnariat français le 10 mars 2025. La Caisse d'Epargne Hauts de France fait partie du groupe bancaire français BPCE, le deuxième plus grand groupe de services financiers en France et le quatrième de la zone euro.

### Conseil d'administration
- Laurent Roubin, Président
- Valérie Raynaud
- Bruno Colmant
- Katrien Vanhulle
- Pierre Etienne
- Peggy Brione (CEO)
- Beatrijs Van de Cappelle (CFO)
- Yves Van Laecke (CCO)
- Guy Van den Eynde (CRO)